# Чиркова, Екатерина Николаевна
Екатерина Николаевна Чиркова (род. 29.06.1985, Казань) — российская шашистка, Мастер ФМЖД среди женщин, мастер спорта России (2003).  Бронзовый призёр чемпионата России по международным шашкам среди женщин (классическая программа, 2004 год) ЛКЧ России по международным шашкам в личном зачёте среди женщин (2004). Входит в сборную России по шашкам.
Тренер — Белкина М. И.
Сейчас проживает в г.Удомля.